# 거북이북스
거북이북스는 2008년 5월, 《나인》, 《오후》의 편집장 출신인 강인선이 세운 만화 전문 출판사이다. 창간사에서 '싱싱하게 살아있는 아이디어와 빛나는 비주얼로 승부한다'고 밝혔다.
작가주의적인 작품에서 어린이 대상 학습 만화까지 다양한 분야의 만화 작품을 출간하고 있으며, 청강문화산업대학과 협력하여 자체적으로 만화 스튜디오를 설립하였으며, 조선일보와 협력하여 어린이 교육 섹션 《맛있는 한자》를 만드는 등 여러 방면으로 사업 분야를 넓혀가고 있다.

## 주요 발간 작품
- 비정기 만화잡지 《코믹무크》
- 《습지생태보고서》: 최규석 2005년 10월 1일 발매 ISBN 8995707453
- 《영화를 믿지 마세요》: 박무직 2005년 11월 1일 발매 ISBN 8995707445
- 《올드독》: 정우열 2006년 1월 10일 발매 ISBN 9788995707432
- 석정현 소품집 《Expression》: 석정현 2006년 9월 30일 발매 ISBN 9788995707470
- 최호철 이야기 그림 《을지로 순환선》: 최호철 2008년 2월 27일 발매 ISBN 8992479212
- 어린이 동양신화 연대기 《크로니클스》 시리즈: 구구스튜디오 작품

## 같이 보기
- 코믹무크